# امرأة الثلج
امرأة الثلج (باليابانية:雪女؛ تلفظ: يوكي-أونا)، مخلوق أسطوري أو يوكاي ورد ذكره في الأساطير اليابانية بشكل امرأة يرتبط ظهورها بالعواصف الثلجية، كثيراً ما تقتبس في الأعمال الفنية كالأدب والأفلام والأنمي.

## التسمية
ظهرت في أسماء مختلفة طبقاً للمنطقة التي ظهرت فيها القصة أو الأسطورة منها:
| باليابانية | روماجي        | النطق بالعربي | المعنى          |
| ---------- | ------------- | ------------- | --------------- |
| 雪女       | Yuki Onna     | يوكي أونّا     | امرأة الثلج     |
| 雪娘       | Yuki Musume   | يوكي موسومي   | إبنة الثلج      |
| 雪女郎     | Yuki Jorou    | يوكي جورو     | مومس الثلج      |
| 雪女子     | Yuki Onago    | يوكي-أوناغو   | فتاة الثلج      |
| 雪乳母     | Yuki Onba     | يوكي أونبا    | راعية الثلج     |
| 雪婆       | Yuki Baba     | يوكي بابا     | عجوز الثلج      |
| 雪姉       | Yuki Anesa    | يوكي أنيسا    | أخت الثلج       |
| 雪女房     | Yuki Nyoubou  | يوكي نيوبو    | زوجة الثلج      |
| 雪降婆     | Yukifuri Baba | يوكيفوري بابا | عجوز هطول الثلج |

الأسماء العليا باللغة اليابانية الرسمية، يمكن أن يتحور اللفظ حسب لهجة المنطقة المحلية مع بقاء نفس المعنى.

## البداية
أول ذكر لهذه الأسطورة كان في وقت متأخر من فترة موروماتشي في تجمعية أشعار الرينغا [الإنجليزية] «شوغي شوكوكو مونوغاتاري» للشاعر شوغي [الإنجليزية]، ويشرح كيف رآها عند إقامته في مقاطعة إيتشيغو (حالياً محافظة نييغاتا)، مما يشير إلى أن الأسطورة كان موجودة فعلاً خلال حقبة موروماتشي.

## روايات الأسطورة
رواية منطقة أوجيا في محافظة نييغاتا تحكي، أن امرأة جميلة أتت لزيارة رجل ثم طلبت أن تصبح زوجته، هذه المرأة كانت مترددة في الذهاب للإستحمام وعندما أجبرت على دخول الحمام إختفت ولم يتبقى سوى ندف ثلجية رقيقة وقطع جليدية عائمة.
في آوموري ومحافظة ياماغاتا، توجد قصة مشابهة تسمى «شيغاما أونا»، في منطقة كامينوياما ضمن ياماغاتا، يحتى أن يوكي-أونا زارت منزل يسكنه زوجين عجوزين في ليلة مثلجة لتدفئة نفسها حول الإيروري، في وقت متأخر من تلك الليلة أرادت يوكي-أونا أن تخرج مرة أخرى لكن الرجل العجوز حاول أن يمسك بيدها لإيقافها ولاحط أنها باردة جداً ثم تحولت أمام عينيه إلى زوبعة ثلجية ثم غادرت المنزل عبر المدخنة.
تحكي قصة أخرى أنه خلال عاصفة ثلجية شوهدت يوكي-أونا بشكل امرأة مسكينة تقف وسط العاصفة وهي تحمل طفلاً (يوكينكو)، كانت تطلب من المارة قربها أن يساعدوها بحمل الطفل، فإذا رفضوا أخذتهم ورمتهم في وادي وإذا أمسكوه يصبح الطفل أثقل وأثقل وتصبح حركة الشخص أصعب حتى يصبح غير قادر على الحركة ويتجمد حتى الموت. في منطقة هيروساكي في محافظة آوموري، يحكى أن محارب (بوشي) طلبت منه يوكي-أونا أن يحمل الطفل كما في السابق، لكن المحارب أخذ سيفاً قصيراً (تانتو) أمسكه بفمه وجعل نصله قريب من رأس الطفل، عندما رأت يوكي-أونا هذا خافت على الطفل وتوسلت المحارب أن يعيده لها، وعندما أعاد الطفل إليها قدمت له العديد من الهدايا والذهب كشكر له على عدم قتل الطفل. كما يقال أن من يستطيع تحمل وزن الطفل المتزايد بإستمرار خلال الطريق سيكتسبون قوة بدنية كبيرة.
في منطقة إنا ضمن محافظة ناغانو، تسمى يوكي-أونا بـ«يوكي-أونبا»، يعتقد أنها تظهر في الليالي المثلجة بشكل ياما-أوبا، بشكل مشابه في رواية منطقة يوشيدا في محافظة إيهيمي عندما يقال بأن يوكينبا قد ظهرت، يمنع الناس أطفالهم من الخروج للخارج، في منطقة تونو في محافظة إواتي، في إحتفالات رأس السنة الصغيرة (أول بدر في العام) يقال أن يوكي-أونا تقوم بجمع الأطفال وأخذهم معها لهذا يمنع الأطفال من الخروج، ويمكن ملاحظة التداخل بين أسطورة يوكي-أونا وياما-أوبا في كونهما تقومان بأخذ العديد من الأطفال معهما. في منطقة إتو ضمن محافظة واكاياما، يقال أن طفل برجل واحدة يظهر وهو يقفز في الليالي الثلجية، وفي الصباح التالي تشاهد أثار أقدام مستديرة، يطلق على هذا الطفل «يوكينبو» (طفل الثلج)، ولكن يعتقد أنه خادم إله الجبل.
في قرية أوشيكا، منطقة توهاكو ضمن محافظة توتوري (حالياً ميساسا [الإنجليزية])، يحكى أن يوكي-أونا تظهر في المساء خلال العواصف الثلجية وهي تقول «كوري غوسيه يو غوسيه؛ أعطني ماء بارد، أعطني ماء ساخن» وتلوح بعصا بيضاء (غوهيه [الإنجليزية])، عند رشها بالماء البارد ستنتفخ ويزداد حجمها، أما عند رشها بماء ساخن ستذوب وتختفي. في المناطق المحيطة بنهر كومانو [الإنجليزية] في محافظة نارا، يعتقد أن أسطورة «أوشيروي باسان، أو أوشيروي بابا؛ العجوز البيضاء» هي شكل من اليوكي-أونا، ينجذبون نحو المرآيا ويصدرون أصوات تشبه الطقطقة. هذه الصفات من التلويح بالعصا البيضاء (غوهيه [الإنجليزية]) والإنجذاب للمرآة هي من صفات الميكو التي تخدم إله الجبل الحاكم للخصوبة والحصاد.
في محافظتي إواتي ومياغي، يسود الإعتقاد بأن يوكي-أونا تسرق طاقة حياة الناس، في محافظة نييغاتا يقال أنها تسرق أكباد الأطفال وتجمد الأشخاص حتى الموت، في نيشيموناي محافظة أكيتا يعتقد أن يوكي-أونا ستأكل من ينظر إلى وجها ويرد على كلامها، أما محافظتي إيباراكي وفوكوشيما، يقال أن أي شخص لا يستجيب لنداء يوكي-أونا سيتم إلقاءه في وادي ثلجي، في محافظة فوكوي تسمى «كوشي-موسومي؛ الفتاة العابرة»، من يدير ظهره لها عندما تناديه سيتم دفعه أسفل وادي.
في إيبيغاوا، محافظة غيفو، وحش غير مرئي يسمى «يوكينوبو؛ طفل الثلج» يقال بأنه يتشكل على هيئة يوكي-أونا ويظهر قرب الأكواخ الجبلية ويطلب الماء، من يوافق على طلبة سيقتل، لذا يجب تقديم الشاي الساخن له بدلاً من الماء.
تظهر بعض القصص المتداولة علاقات وسمات مشابهة مع كائنات أسطورية أخرى مثلاً تظهر في أوقات معينة من رأس السنة أو رأس السنة الصغيرة وأنها تأخذ الأطفال للعب، بينما رواية أخرى تقول أن هناك من عاملها بلطف خلال ليلة مثلجة ليجدها في الصباح التالي قد تحولت إلى ذهب، تظهر هذه الصفات علاقة واضحة مع توشيغامي [الإنجليزية].
بعض القصص تذكر أنها تظهر قرب الأطفال وهذه علامة مشتركة أيضاً مع يوكاي آخر يصحب الأطفال يسمى "أوبومي"، وفي منطقة ياماغاتا يعتقد أن أوبومي هي يوكي-أونا نفسها.
غالباً ما تظهر في قصص الزواج بين الكائنات المختلفة، منها قصة كويزومي ياكومو، عندما يلتقي صياد يعيش في الجبل مع امرأة زارته في ليلة كزائرة وبقيت معه وفي الآخير أنجبت طفلاً وفي أحد الأيام عندما كان الرجل يتكلم معها عن حرمة اللقاء مع يوكي-أونا، غضبت وكشفت نفسها بأنها يوكي-أونا لكنها لم تقتل الرجل بسبب وجود طفل بينهما وأكتفت بتحذيره «إذا حصل أي شيء للطفل، لن تنجو بذلك» قبل أن تغادر.
كما ترد في محافظة نييغاتا وتوياما وناغانو، في قصص عن قيام أشخاص بكسر محرمات الجبل والذين يتم قتلهم من قبل أرواح الجبل، توجد فرضيات تقترح أن من تلك الأرواح هي يوكي-أونا، نتج هذا من إندماج قصص الخوارق عن سكان الجبال مع قصة يوكي-أونا.
توجد العديد من الأساطير حول الهوية الحقيقية ليوكي-أونا، منها مثلاً أن يوكي-أونا هي روح الثلج، أو هي امرأة سقطت وماتت في الثلج، في أدب سيتسوا [الإنجليزية] محافظة ياماغاتا، يعتقد أن يوكي-جورو (يوكي-أونا) هي أميرة لعالم القمر، وبسبب نمط حياتها الممل نزلت إلى الأرض مع الثلج ولكنها لم تستطع العودة.
يقول المفكر «ياماوكا غينرين» من عصر إيدو: أن يوكي-أونا ولدت من الثلج، حيث كان يفترض أن تجمع مقدار كبير جداً من شيء غير حي يمكن أن يؤدي إلى ولادة شيء حي، مثلاً تولد الأسماك من الماء إذا كان عميقاً بما يكفي وكذلك الطيور تولد في الغابات الكثيفة بما يكفي، ونظراً لأن كلاً من الثلج والنساء من عنصر «الين» لذلك نشأت فكرة أن يوكي-أونا ولدت من عمق الثلج.
في الفنون الشعبية اليابانية القديمة مثلاً في رقصات كواكاماي [الإنجليزية] المسرحية، تظهر في قصة «يوكي-أونا غوماي هاغويتا» من كتابة تشيكاماتسو مونزايمون على أنها روح لإمرأة قُتلت وعادت بهيئة يوكاي لتنتقم.

## الظهور
يرتبط ظهور يوكي-أونا بالليالي المثلجة بشكل مرأة طويلة جميلة شفاهها زرقاء وشعرها أسود طويل، بشرتها الشاحبة وأحياناً الشفافة تجعلها تندمج بسهولة مع المحيط الأبيض وغالباً ما ترتدي كيمونو أبيض، روايات أخرى تذكر بأنها عارية تقف وسط العاصفة الثلجية، بالرغم من جمالها الغير طبيعي، إلا أن عينيها تثيران الرعب في نفوس البشر.
تبدو وكأنها تطفو أو تعوم فوق الثلج فهي لا تترك آثار أقدام خلفها، في بعض القصص يروى أنها لا تملك أقدام أصلاً، عند تعرضها لهجوم أو تهديد تتحول إلى غيمة ضبابية أو ثلجية وتختفي.

## نسخ مختلفة
توجد أشكال كثيرة ليوكي-أونا حول اليابان إلى درجة تكفي لتأليف كتاب عنها وحدها، أهمها:
- متسولة الماء: كما وردت في محافظة توتوري، حيث تظهر يوكي-أونا وهي تجول كالرياح في أيام العواصف الثلجية، وتلوح بصولجان أبيض اللون وتصيح على من تجده «أعطني ماء ساخن أو بارد» إذا أعطاها شخص ماء بارد يزداد حجمها وتكبر، وإذا أعطاها ماء ساخن تذوب وتختفي.
- أميرة القمر: كما في قصص محافظة ياماغاتا، يحكى أن يوكي-أونا هي أميرة عالم القمر، وبسبب الملل من حياتها هبطت إلى الأرض مع الثلج لتتسلى وتعود لكنها علقت ولم تتمكن من العودة وتظهر في الليالي المقمرة بعد هطول الثلج.
- مصاصة دماء ثلجية: هذه النسخة وردت في ثلاث محافظات في اليابان (أوموري، ونييغاتا، ومياغي)، يقال بأنها مصاصة دماء مخيفة تصطاد في الغابات المغطاة بالثلوج من أجل الغذاء، تعيش على إمتصاص طاقة الحياة (سيكي) من جسم الإنسان، يقال بأنها تقوم بتجميد الصحية حتى الموت ثم تقوم بسحب حياتهم عن طريق فم الجثة، في محافظة نييغاتا يشاع بأنها تفضل سيكي الأطفال لهذا يتم تحذير الأطفال من اللعب في الليالي المثلجة قرب الغابة.
- امرأة الثلج المتكلمة: ظهرت هذه الهيئة في محافظات إيباراكي وفوكوشيما وأكيتا وفوكوي، يحكى أنها تستدرج ضحايا عن طريق الكلام معهم، فإذا رأت أحد المارة تناديه، إذا اجاب عليها وتكلم معها تهاجمه، في فوكوشيما وإيباراكي، يقال بأنها تهاجم من يتجاهل ندائها تمسكه وترمي به في وادٍ قريب.

## السلوك
تقول الأساطير أن يوكي-أونا هي روح لمرأة ماتت في الثلج، جميلة المظهر وهادئة لكنها عدوانية وعديمة الرحمة في قتل البشر، وحتى القرن الثامن عشر كل ذكر أدبي لها يظهرها شريرة، بينما القصص في العصر الحديث بدأت تتناولها على أنها أكثير إنسانية مع التركيز على هيئتها الشبحية وجمالها الغير طبيعي.
تروي العديد من القصص، أن يوكي-أونا تظهر للمسافرين الذين يعلقون في العواصف الثلجية تطلق عليهم أنفاسها الجليدية لتتركهم كجثث متجمدة مغطاة بالثلج، بينما تقول قصص أخرى أنها تقودهم حتى يتيهوا في العاصفة ويموتوا من البرد. وأحياناً تظهر وهي تحمل طفل عندما يحمل أحد طفلها يتجمد في مكانه، غالباً ما تظهر بهذا الشكل للآباء اللذين يبحثون عن أطفالهم المفقودين. قصص أخرى تصفها أكثر عدوانية تقول بأنها تهاجم المنازل وتقتل السكان داخلها قبل أو بعد طلبها دخول المنزل.
ترد قصص مختلفة كثيراً حول ما وراء سلوكها منها أنها فقط تستمتع برؤية الضحية تموت، وأحياناً أخرى تقوم بمص دمهم أو طاقة حياتهم، وأخرى تقول أنها تغري الرجال ذوي الأرادة الضعيفة وتقوم بتجميدهم عن طريق الجنس أو التقبيل. يمكن أن تظهر أيضاً بجانب أكثر ليونة، فهي قد تسمح لضحايا بالذهاب لأسباب معينة، مثلاً في إحدى الحكايات المشهورة عنها، قامت بإطلاق سراح صبي صغير بسبب عمره وجماله، لكنها إشترطت عليه أن يعدها بعدم إخبار أحد عنها، ولاحقا في المستقبل، حكى القصة لزوجته لتكشف نفسها أنها هي يوكي-أونا، تغضب منه لنكثه بالوعد لكنها تتركه مرة أخرى بسبب القلق على أطفالهما، وإذا أساء معاملة الأطفال ستعود لتنتقم منه دون رحمة، ولحسن حظه كان الشخص أب محب لأطفاله، في بعض الروايات أختارت عدم قتله لأنه لم يخبر أحد من البشر بل تكلم معها هي لهذا لم تعتبره أخلف بالوعد. وقصة أخرى، تذوب يوكي-أونا بعد أن يكتشف زوجها حقيقتها.

### رواية كويزومي ياكومو
منذ زمن بعيد، عاش اثنان من الحطابين، مينوكيتشي وموساكو، مينوكيتشي كان شاباً بينما كوساكو كان عجوزاً كهلاً. في أحد أيام الشتاء، لم يتمكنا من العودة بسبب عاصفة ثلجية، وجداً كوخاً في الجبل وقررا أن يناما فيه، في نفس الليلة إستيقظ ميتوكيشي من النوم ليرى امرأة جميلة بملابس بيضاء، نفخت على موساكو العجوز لتجمده حتى الموت، ثم إقتربت من مينوكيتشي لتفعل الأمر نفسه، لكنها تأملت فيه لفترة وقالت له: «ظننت أنني سأقتلك مثل ذلك العجوز، لكنني لن أفعل لأنك يافع وجميل، ولكن لا تخبر أحداً عن هذا الحادث، إذا تكلمت عنه سأقتلك».
وبعد عدة سنوات، قابل مينوكيتشي فتاة شابة تدعى أويوكي وتزوجها كانت زوجة صالحة وأنجبا عدة أطفال وعاشوا بسعادة، لكن بشكل غريب لم تكن تتقدم بالسن. في إحدى الليالي، بعد نوم الأطفال، قال مينوكيتشي لأويوكي: «كلما أراكِ، أتذكر حاثة غامضة حصل معي، عندما كنت صغيراً قابلت سيدة شابة جميلة مثلك، لا أعرف إن كان حلماً أو كانت يوكي-أونا...».
بعد الإنتهاء من سرد قصته، وقفت أويوكي فجأة وقالت له: «تلك المرأة التي قابلتها هي أنا! أخبرتك أنني سأقتلك إذا أخبرت أي شخص عن هذا الحادث، ومع ذلك لا يمكنني قتلك بسبب أطفالنا، تولى رعاية الأطفال..» ثم ذابت واختفت ولم يراها أحد مرة أخرى.

## في الثقافة الشعبية
تظهر بشكل كبير جداً في الأدب والفنون المرئية اليابانية، على سبيل المثال لا الحصر:
- في «كوايدان»، فيلم ياباني سنة 1964.
- في «كايدان يوكي-جورو»، فيلم ياباني عام 1968.
- في «الحلم»، فيلم ياباني عام 1990.
- في أنمي «حفيد نوراريهيون» كأحد يوكاي منطقة تونو، وإحدى الشخصيات الرئيسية في موكب الشياطين المئوي.
- في أنمي ومانغا «الأميرة مصاصة الدماء ميو»، شخصية «ريها» هي يوكي-أونا.
- في أنمي «بليتش»، كتجسيد للزامباكتو الخاص بكوتشيكي روكيا تحت اسم «سودي نو شيرايوكي».

- في لعبة "توهو"، كشخصية باسم «ليتي وايتروك».

## معرض الصور

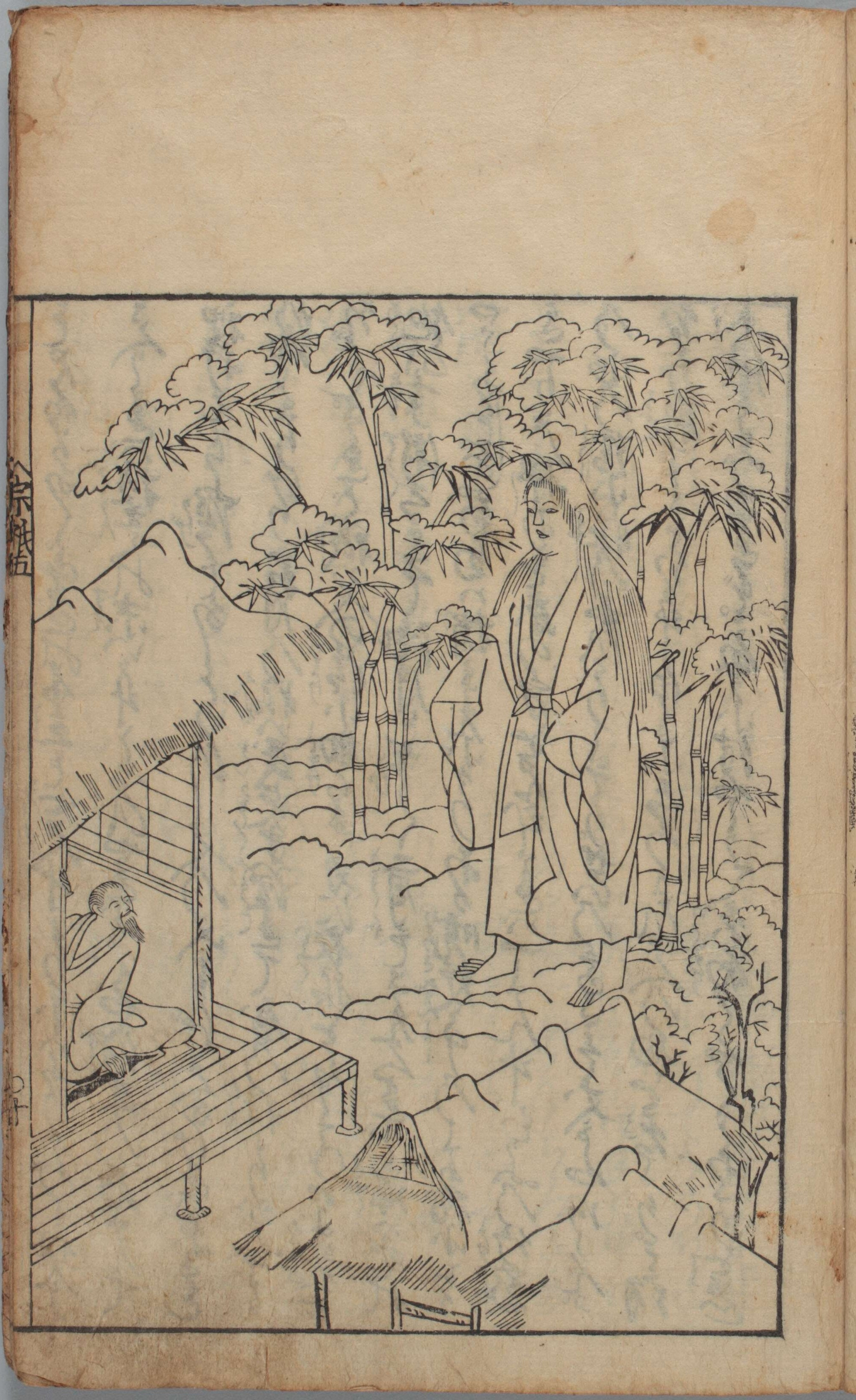
رسمة تخيلية ليوكي-أونا من أشعار "شوغي شوكوكو مونوغاتاري" للشاعر شوغي [الإنجليزية].
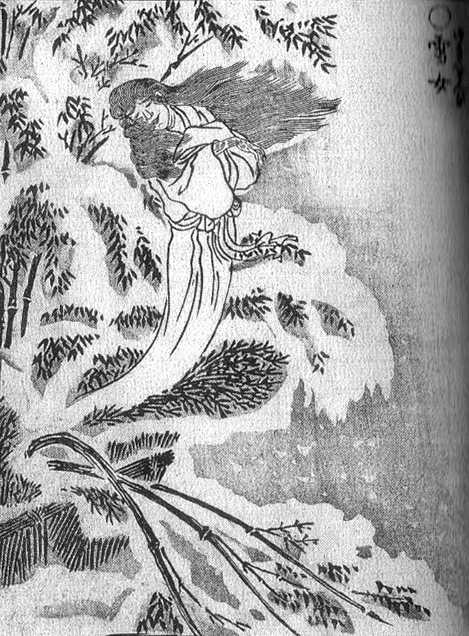
رسمة من الكتاب المصور غازو هياكي ياغيو [الإنجليزية] للفنان تورياما سيكين [الإنجليزية] عام 1776.
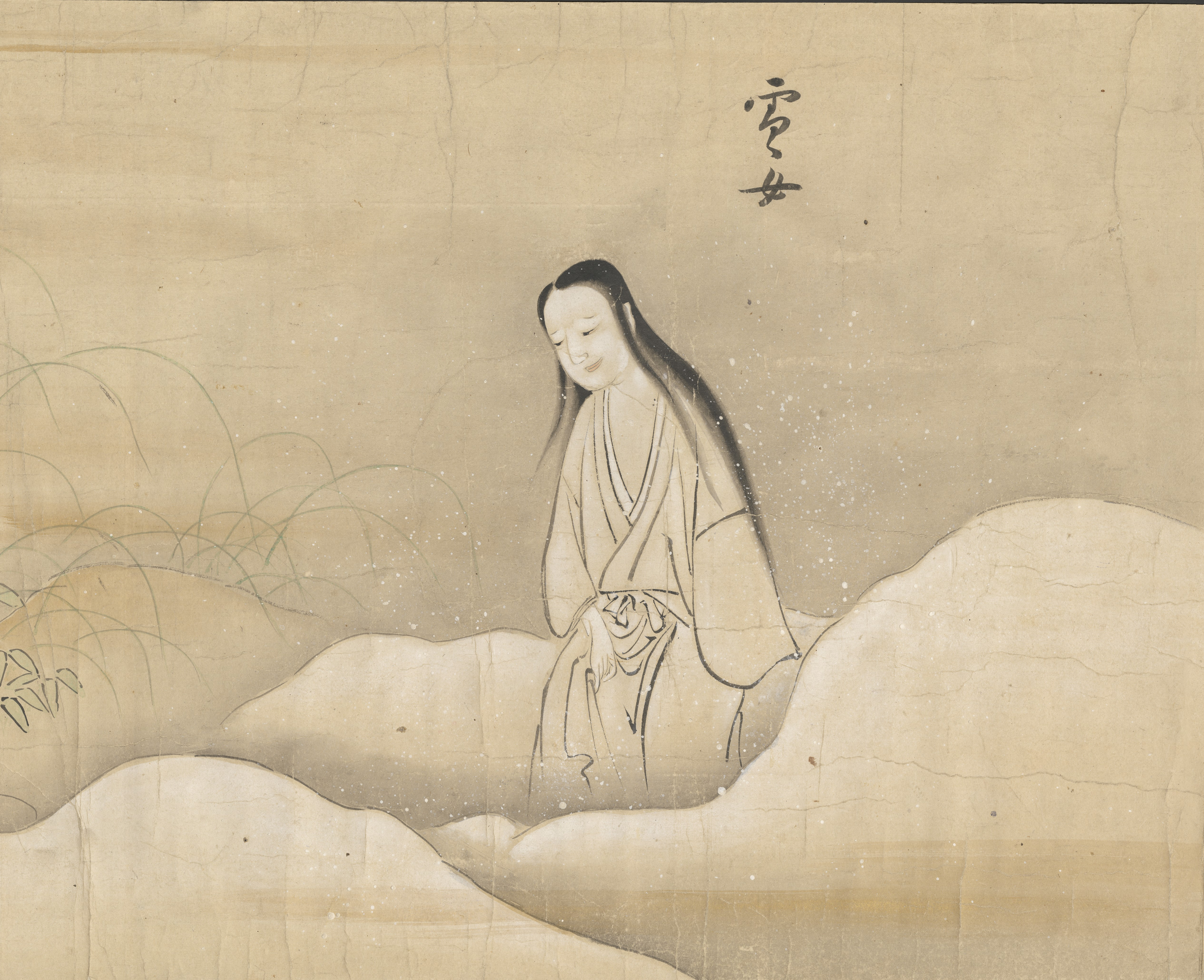
صورة من مخطوطة لكتاب "صور الوحوش؛化物之繪" من عام 1700، من جامعة بريغام يونغ.